# محافظة طولكرم
محافظة طولكرم هي محافظة فلسطينية تابعة للسلطة الوطنية الفلسطينية وتقع في الضفة الغربية وتحديداً في شمال غرب الضفة الغربية. تبلغ مساحة المحافظة حوالي 300 كيلومتراً مربعاً. ويبلغ عدد سكان المحافظة 172.800 نسمة بحسب التعداد السكاني لعام 2007 للجهاز المركزي للإحصاء الفلسطيني، أما حالياً فإن عدد سكان محافظة طولكرم يقترب من 200.000 نسمة. تعدّ مدينة طولكرم هي عاصمة ومركز محافظة طولكرم، وتضم المحافظة عشرات المناطق من القرى والبلدات.

## التاريخ
مر قضاء طولكرم بحقبٍ زمنية عدة، فكان "قضاء طولكرم العثماني" مُنذ عام 1884 وحتى عام 1920 خلال فترة حُكم الدولة العثمانية على فلسطين، ثم جاء "قضاء طولكرم الانتدابي" مُنذ عام 1920 وحتى عام 1948 خلال فترة الانتداب البريطاني على فلسطين، ثم "قضاء طولكرم تحت الإدارة الأردنية" بعد وقوع النكبة عام 1948 وحتى اندلاع حرب النكسة في يونيو 1967 ضمن فترة الإدارة الأردنية للضفة الغربية، ثم "لواء طولكرم" مُنذ عام 1967 وحتى عام 1995 وهي فترة الحُكم الإسرائيلي المُمتدة بعد حرب النكسة وحتى تأسيس السلطة الفلسطينية، ثم أخيرًا "محافظة طولكرم" مُنذ عام 1995 وحتى اليوم بعد أن أعلنها الرئيس الفلسطيني ياسر عرفات في 31 ديسمبر 1995 محافظةً فلسطينية في عهد السلطة الوطنية الفلسطينية.

## التجمعات السكانية
تضم محافظة طولكرم عشرات التجمعات السكانية، والتي تتوزع كالتالي:
♦ مدينة طولكرم (وهي عاصمة المحافظة)، ومن أهم أحياء مدينة طولكرم: حي شويكة، حي ذنابة، حي ارتاح، حي اكتابا، حي كفا، مخيم طولكرم، مخيم نور شمس، وغيرها الكثير.
♦ قرى وبلدات المحافظة، وهي:
- فرعون
- شوفة
- عزبة شوفة
- عنبتا
- كفر رمان
- كفر اللبد
- بيت ليد
- بلعا
- الحفاصي
- رامين
- سفارين
- دير الغصون
- المسقوفة
- الجاروشية
- علار
- قفين
- صيدا
- عتيل
- زيتا
- باقة الشرقية
- النزلة الغربية
- النزلة الشرقية
- النزلة الوسطى
- نزلة أبو نار
- نزلة عيسى
- عكابا
- رامين
- كفر زيباد
- كفر صور
- كفر عبوش
- كفر جمال
- كور
- الراس
- جبارة
- قاقون
- عزبة الخلال

## المحافظون
| الرقم | الاسم                      | تاريخ البدء    | تاريخ الانتهاء | ملاحظات    |
| ----- | -------------------------- | -------------- | -------------- | ---------- |
| 1     | عز الدين الشريف            | 10 ديسمبر 1995 | 9 نوفمبر 2005  |            |
|       | رأفت بلعاوي                |                |                | مُسير أعمال |
| 2     | طلال دويكات                | 1 سبتمبر 2006  | 4 مايو 2012    |            |
|       | جمال سعيد                  |                |                | مُسير أعمال |
| 3     | عبد الله سليم يوسف أبو زيد | 7 يناير 2014   | 29 ديسمبر 2014 |            |
| 4     | عصام أبو بكر               | 29 ديسمبر 2014 | 10 أغسطس 2023  |            |
|       | مصطفى أحمد فضل طقاطقة      | 10 أغسطس 2023  | 9 مارس 2024    | مُسير أعمال |
| 5     | مصطفى أحمد فضل طقاطقة      | 9 مارس 2024    | 2 يناير 2025   |            |
| 6     | عبد الله سليم يوسف أبو زيد | 2 يناير 2025   | لا يزال        |            |